# Centro hockey di Kwandong
Il centro hockey di Kwandong (관동 하키 센터?) è un impianto sportivo indoor costruito all'interno dell'Università cattolica di Kwandong, nella città di Gangneung, in occasione dei Giochi Olimpici invernali del 2018.

## Storia
I lavori di costruzione della struttura, dotata di cinque piani, quattro in superficie e uno sotterraneo, sono iniziati nel luglio 2014 e si sono conclusi nel febbraio 2017. Nel 2018, la struttura sarà la sede del torneo femminile di hockey su ghiaccio dei XXIII Giochi olimpici invernali e terminati i giochi verrà utilizzata dall'università come palestra.